# Malački kreolski malajski (jezik)
Malački kreolski malajski jezik (ISO 639-3: ccm), jezik naroda Chitty (pl. Chitties), potomaka tamilskih trgovaca koji su na područje Malacce doselili iz Panaia u Tamil Naduu i formirali se ženidbama s pripadnicima drugih naroda. Na Mallaci se govori od 16. stoljeća. Etnička populacija iznosi im oko 300.
Malački kreolski malajski kreolski je jezik koji se temelji na malajskom.

## Vanjske poveznice
- Ethnologue (14th)
- Ethnologue (15th)